# Отношения Сан-Томе и Принсипи и США
Отношения Сан-Томе и Принсипи и Соединённых Штатов Америки — двусторонние дипломатические отношения между Сан-Томе и Принсипи и Соединёнными Штатами Америки (США).

## История
В 1975 году государства установили дипломатические отношения, после того как Сан-Томе и Принсипи стали независимой страной от Португалии. США стали одной из первых стран мира, выдавших верительную грамоту послу в Сан-Томе и Принсипи. В 1985 году был назначен первый посол Сан-Томе и Принсипи в Соединённых Штатах с резиденцией в Нью-Йорке. В 1986 году президент Сан-Томе и Принсипи Мануэл Пинту да Кошта осуществил государственный визит в Соединённые Штаты, где провёл переговоры с вице-президентом Джорджем Гербертом Уокером Бушем. Правительство США поддерживает программы оказания помощи для Сан-Томе и Принсипи, осуществляемых через неправительственные организации или посольство в Либревиле.
В 1992 году американская международная общественная радиокомпания Голос Америки и правительство Сан-Томе и Принсипи подписали долгосрочное соглашение о создании ретрансляционной станции в стране. В настоящее время Голос Америки вещает на большую часть Африки с этой станции. В 2001 году президент Сан-Томе и Принсипи Фрадике де Менезеш получил 100 000 долларов США от американской нефтяной компании Environmental Remediation, занимающейся разведкой нефти на шельфе, но заявил, что эти деньги были получены им законным путём. В августе 2002 года британское новостное агентство Би-би-си сообщило, что Сан-Томе и Принсипи согласились разместить военно-морскую базу США для защиты своих нефтяных интересов. Сан-Томе и Принсипи занимают стратегически важное положение в Гвинейском заливе, с наличием военно-морской базы США могли бы контролировать движение нефтяных танкеров и охранять нефтяные платформы. Позже в 2002 году генерал Карлтон Фулфорд-младший, заместитель главнокомандующего Европейским командованием Вооружённых сил США, посетил Сан-Томе и Принсипи для проведения переговоров по безопасности.
16 июля 2003 года правительство Сан-Томе и Принсипи было на короткое время свергнуто во время попытки военного переворота. Государственный департамент США выразил сожаление по поводу военного переворота и призвал мятежников освободить арестованных правительственных чиновников. Организаторы военного переворота через несколько дней отказались от власти, когда президент Сан-Томе и Принсипи пообещал восстановить демократическое правление в стране. В июле 2005 года корабль береговой охраны США с экипажем 100 человек посетил Сан-Томе и Принсипи для участия в мероприятиях. Карлос Невес, вице-президент Национальной ассамблеи Сан-Томе и Принсипи, заявил, что американцы заинтересованы в Сан-Томе и Принсипи из-за наличия нефти. В ноябре 2007 года Соединённые Штаты и Сан-Томе и Принсипи подписали соглашение об участии в программе Millennium Challenge Corporation на сумму 8,66 млн. долларов США, призванное помочь стране улучшить показатели фискальной политики за счет оптимизации процесса регистрации предприятий, налогового и таможенного администрирования.
В настоящее время Государственный департамент США оценивает отношения с Сан-Томе и Принсипи как отличные.

## Торговля
Экспорт из США в Сан-Томе и Принсипи: транспортные средства, электрические устройства, самолеты, а также изделия из железа и стали. Экспорт из Сан-Томе и Принсипи в США: оптические и медицинские инструменты, какао, а также мебель и постельные принадлежности. Сан-Томе и Принсипи имеет право на льготы при торговле с США в соответствии с Законом о росте и возможностях в Африке. Между странами не подписывался двусторонних инвестиционный договор или договор о налогообложении.